# Cultura de Majiayao
La cultura de Majiayao fou un grup de comunitats neolítiques que vivien principalment a la regió xinesa del curs alt del riu Groc a l'est de Gansu, Qinghai i nord de Sichuan. La cultura va existir entre el 3300 i 2000 ae. La cultura de Majiayao suposa la primera població significativa de la zona del curs alt del riu Groc, per comunitats agrícoles, i és famosa per la seua ceràmica pintada, que és vista com l'esplendor de la manufactura ceràmica d'aquell temps.

## Història
El jaciment arqueològic fou descobert al 1924 prop del poble de Majiayao, al comtat de Lintao (Gansu), per l'arqueòleg suec Johan Gunnar Andersson, que el considerà part de la cultura de Yangshao.[1]
Seguint el treball de Xia Nai, el fundador de l'arqueologia contemporània en la República Popular Xina, ha estat considerada una cultura diferent, i se l'ha anomenat com el jaciment. Aquesta cultura va evolucionar de la fase mitjana de Miaodigou, mitjançant la fase intermèdia Shilingxia.
Es divideix usualment la cultura en tres fases: Majiayao (3300–2500 ae), Banshan (2500–2300 ae) i Machang (2300–2000 ae).
Al final del III mil·lenni ae, la cultura Qijia succeí a la cultura Majiayao en jaciments de tres zones geogràfiques principals: est de Gansu, centre de Gansu, i oest de Gansu-est de Qinghai.

## Ceràmica

Muestras de cerámica Majiayao de diferentes fases
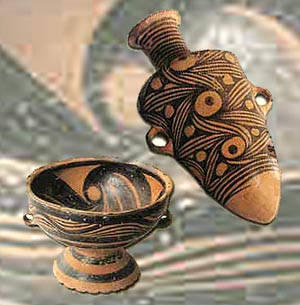
Fase Majiayao
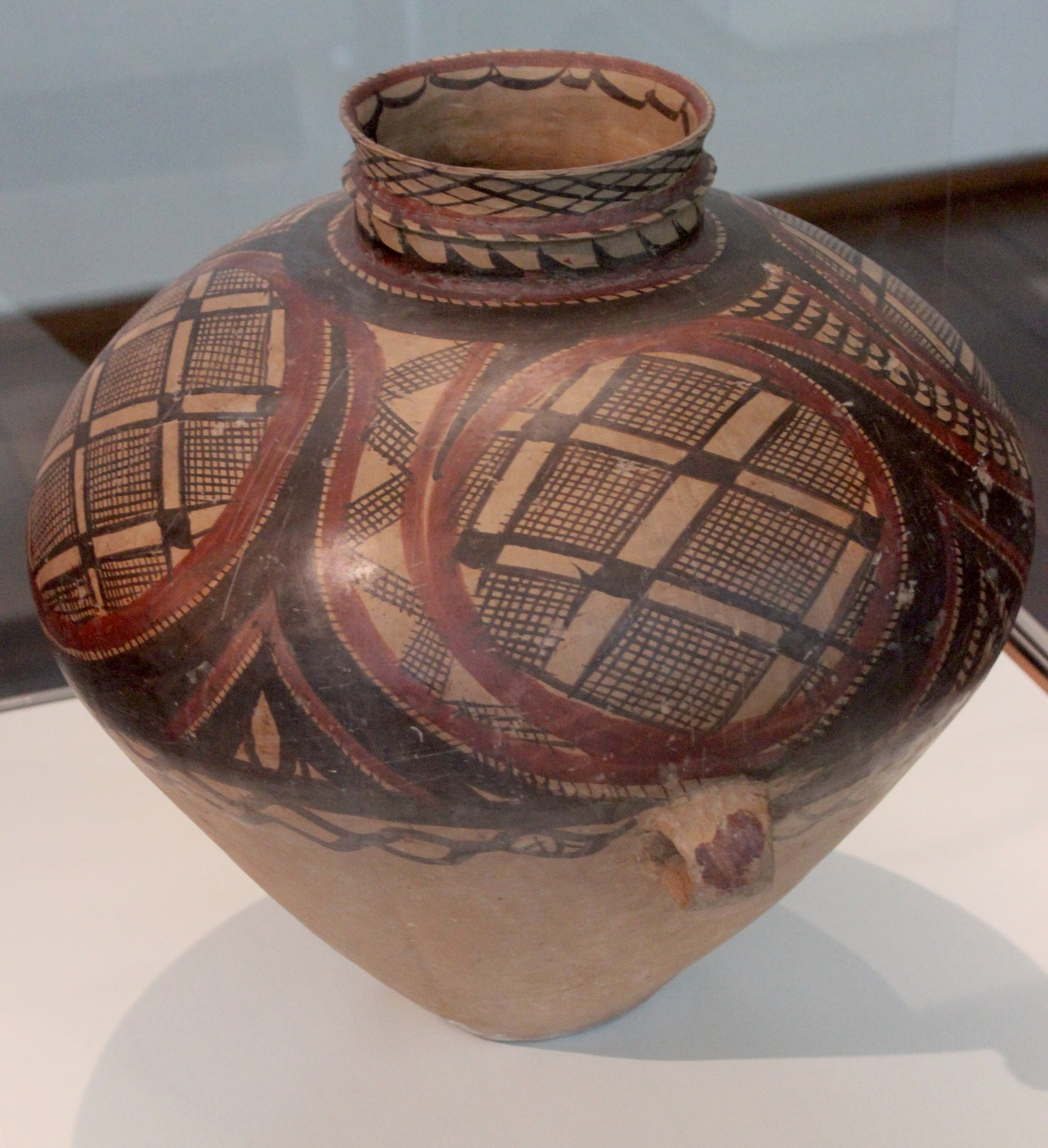
Fase Banshan
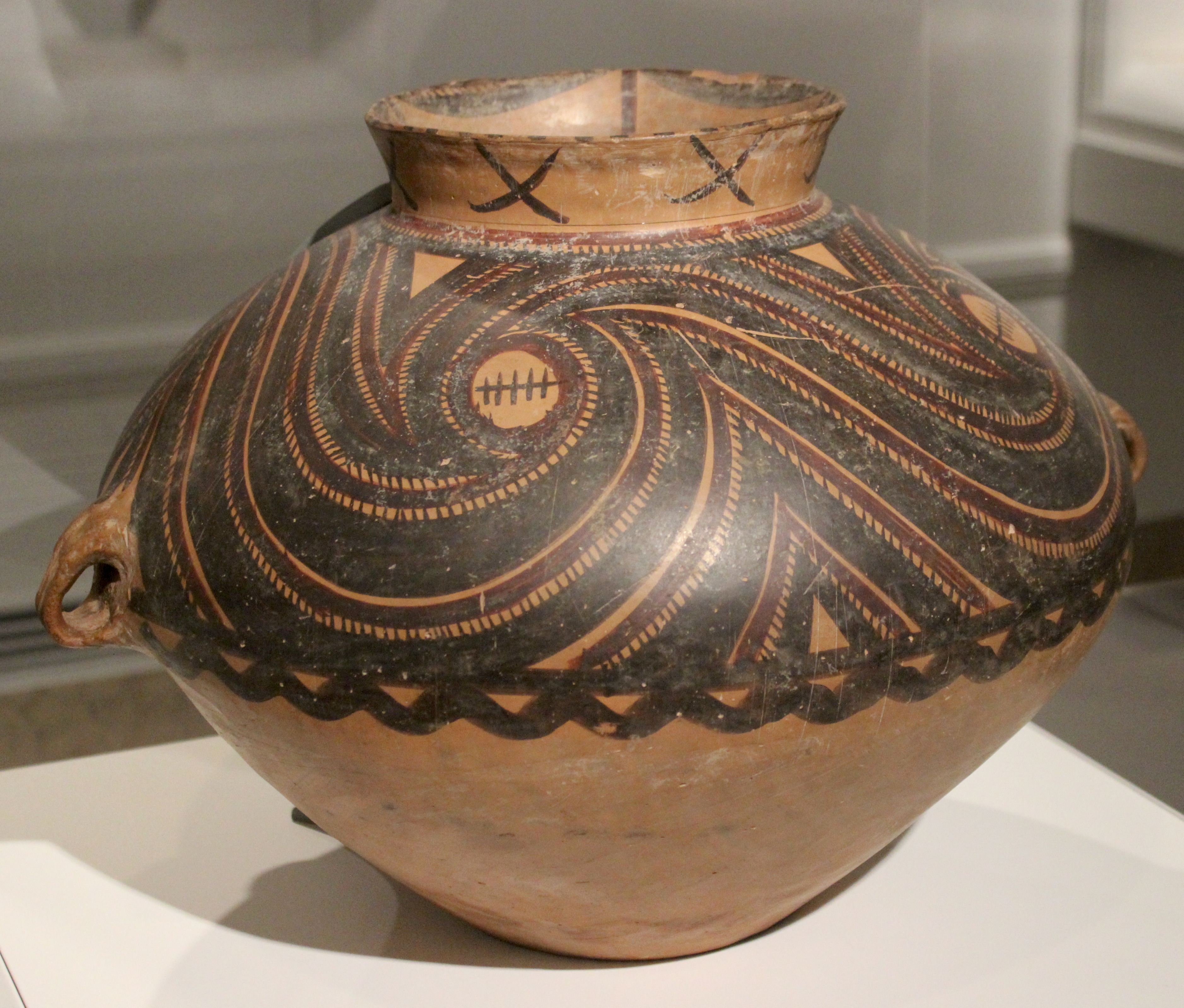
Fase Banshan
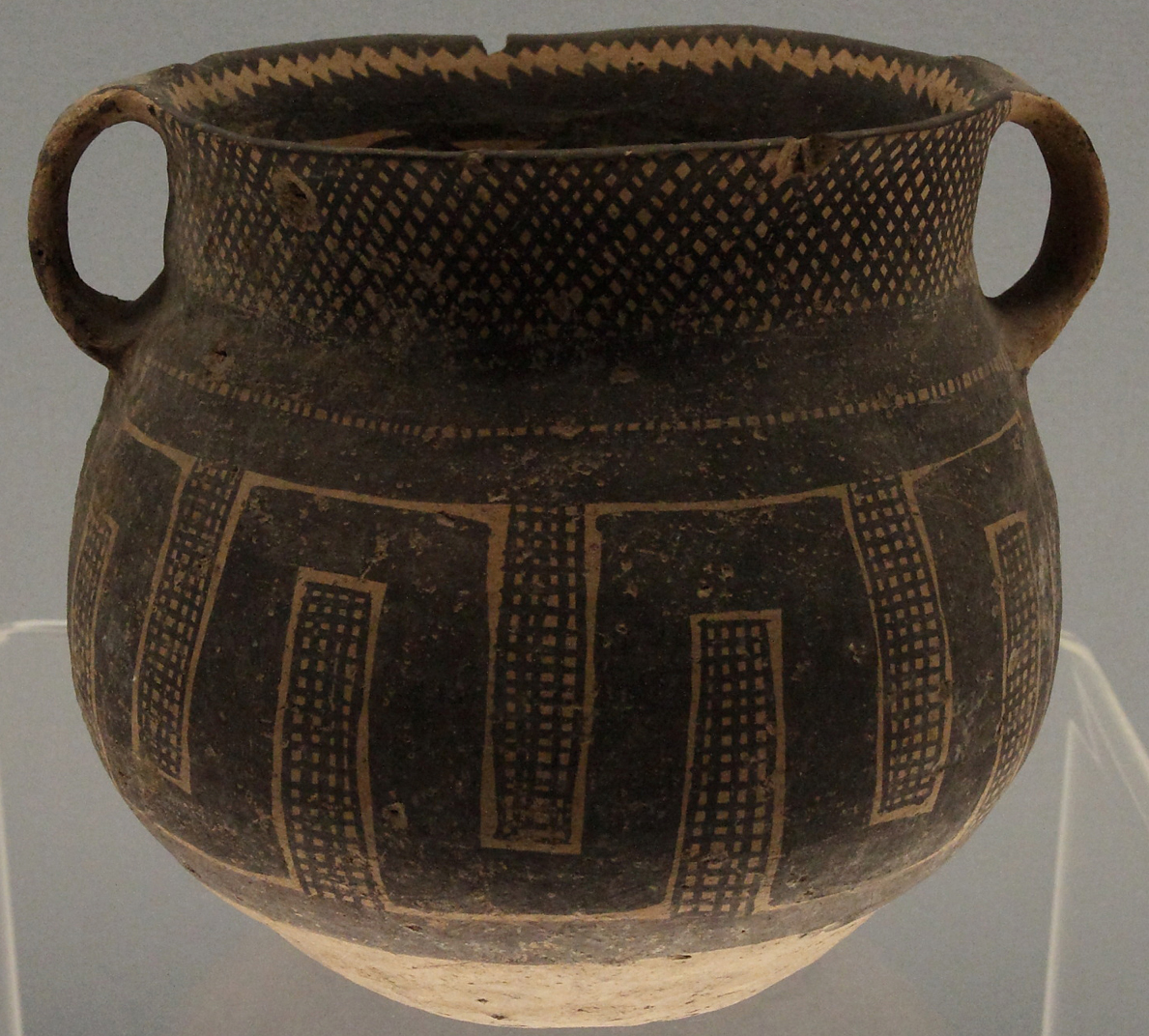
Fase Machang
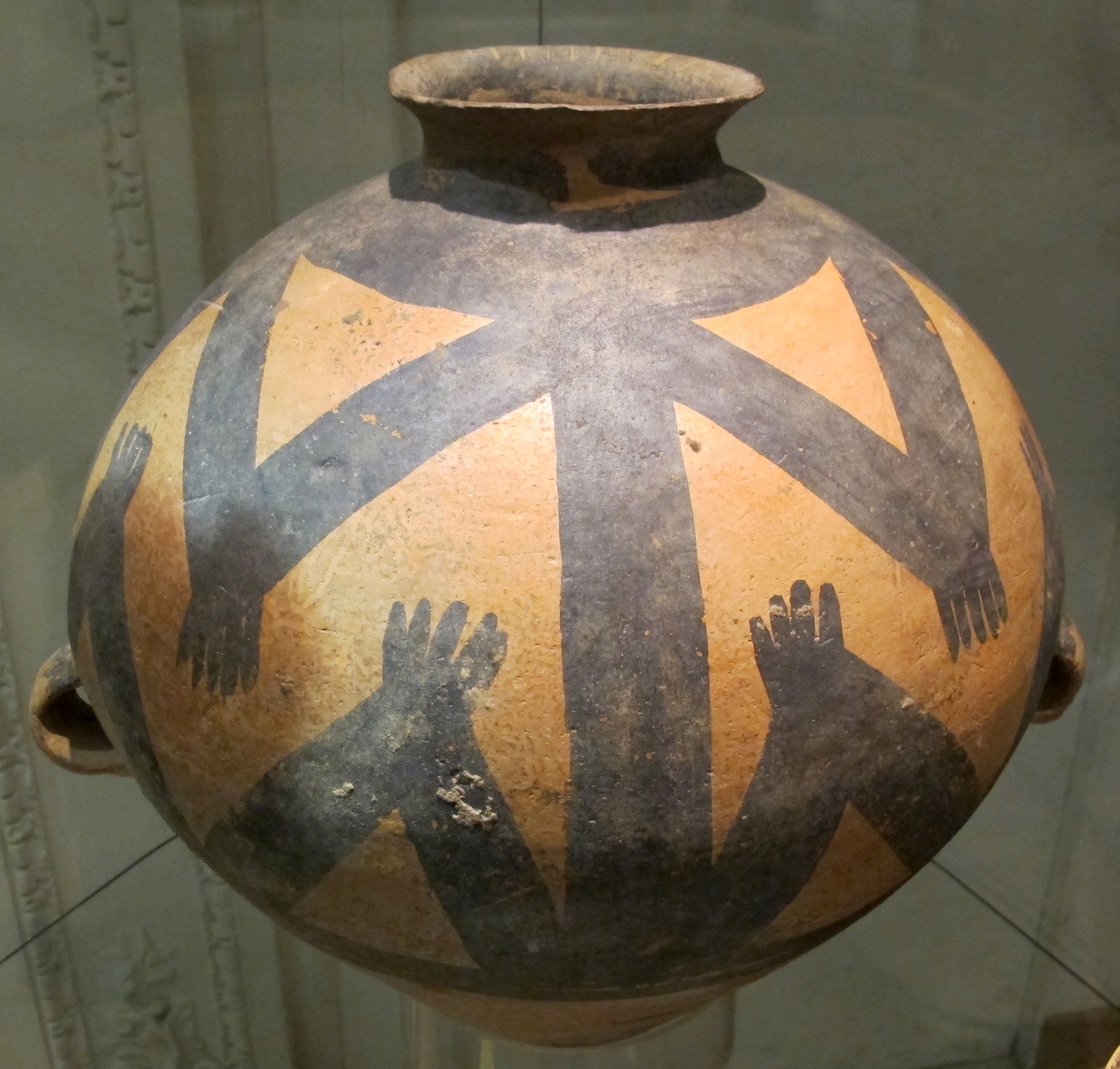
Fase Machang

## Bronze

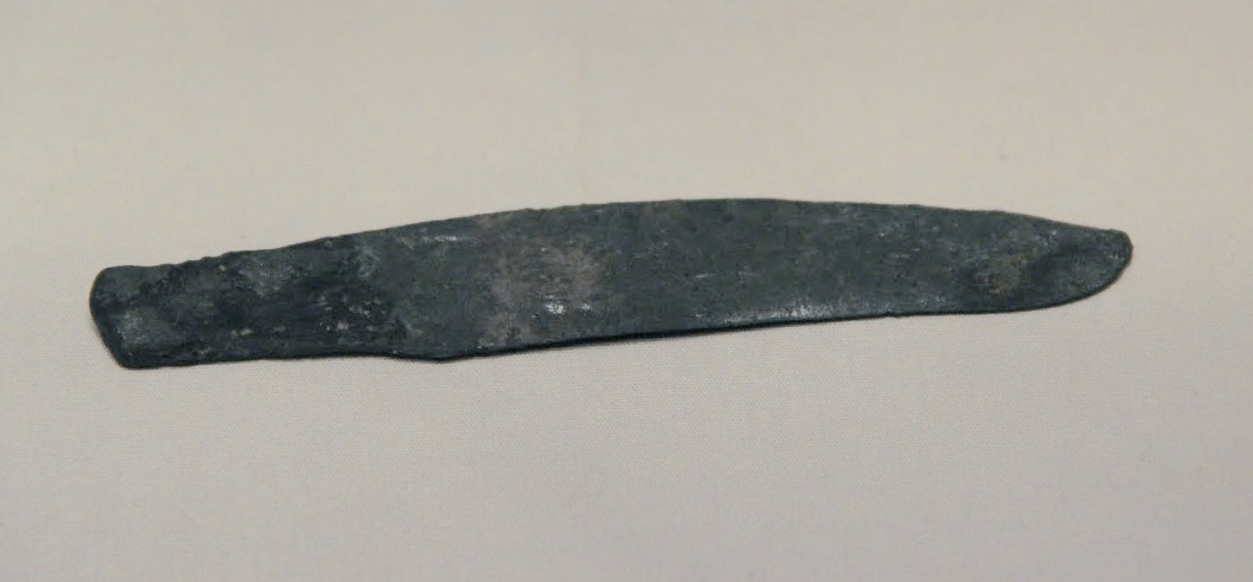
Ganivet de bronze trobat a Dongxiang, Gansu

L'objecte de bronze més antic trobat a la Xina fou un ganivet descobert en un jaciment Majiayao a Dongxiang, Gansu, i es datà entre el 2900 — 2740 ae.
Han aparegut altres objectes de coure i bronze als jaciments del període Machang de Gansu.
La metal·lúrgia es propagà a la regió mitjana i baixa del riu Groc al final del tercer mil·lenni ae.

## Canvis climàtics
Els acadèmics han arribat a la conclusió que el desenvolupament de la cultura Majiayao estigué estretament relacionat amb els canvis climàtics. A la Universitat de Lanzhou investigaren els canvis climàtics durant la cultura Majiayao i els resultats indiquen que el clima fou humit fa 5.830-4.900 anys, la qual cosa promogué el creixement de la cultura mitjana de Majiayao a l'est de la província de Qinghai. Fa 4.900-4.700 anys, però, el clima patí sequeres en aquesta àrea, les quals poden ser responsables del declivi i el trasllat cap a l'est de les cultures prehistòriques durant el període de transició de la cultura primerenca-mitjana de Majiayao a la tardana.